# Stade Lausanne
Stade Lausanne is een Zwitserse hockeyclub uit Lausanne.
Lausanne werd opgericht in 1922 en heeft een succesvolle herenafdeling. De heren hebben 19 landskampioenschappen op hun naam geschreven. Op het Europacup II toernooi van 2003 kon het geen wedstrijd winnen en eindigde de club op een gedeelde 7de plaats.

## Erelijst

### Heren
- Landskampioen NLA: 1929, 1931, 1932, 1935, 1936, 1941, 1943, 1945, 1948, 1950, 1953, 1955, 1956, 1957, 1960, 1961, 1963, 1994, 1998
- Bekerwinnaar: 1941, 1943, 1944, 1945, 1947, 1950, 1958, 1990, 1992
- Kampioen NLB: 1925, 1927, 1978

### Dames
- Kampioen NLB: 1959, 1965, 1997